# Alcobaça (Portugal)
Alcobaça is een gemeente in het Portugese district Leiria.
De gemeente heeft een totale oppervlakte van 415 km² en telde 54.973 inwoners in 2021.

## Plaaten/freguesia in de gemeente
| - Alcobaça - Alfeizerão - Alpedriz - Bárrio - Benedita - Cela - Cós - Évora de Alcobaça (met Casal Pinheiro) - Maiorga | - Martingança - Montes - Pataias - Prazeres de Aljubarrota - São Martinho do Porto - São Vicente de Aljubarrota - Turquel - Vestiaria - Vimeiro |

## Bezienswaardigheid
- klooster van Alcobaça

## Partnersteden
- Aubergenville (Frankrijk)

## Geboren in Alcobaça
- Gonçalo Byrne (1941), architect